# Канте, Лоран
Лора́н Канте́ (фр. Laurent Cantet; 11 апреля 1961[…], Мелле[…] — 25 апреля 2024[…], XX округ Парижа) — французский кинорежиссёр.

## Биография
Родился в 1961 году в семье школьных учителей. Окончил престижную французскую киношколу IDHEC.
Занимался съёмками короткометражных фильмов в качестве режиссёра и оператора. За свою первую короткометражку  Tous à la manif Канте получил премию Жана Виго. Успешным был полнометражный дебют Канте — фильм «Человеческие ресурсы», принёсший режиссёру «Сезар» за лучший дебют и призы нескольких международных кинофестивалей.
Широкую известность Канте принёс фильм «Класс» (2008) по роману Франсуа Бегодо. Картина завоевала «Золотую пальмовую ветвь», главный приз Каннского кинофестиваля.
Его фильм 2001 года «Тайм-аут» занял 99-е место в списке лучших фильмов 2000-х годов по версии журнала Slant Magazine, 9-е место в рейтинге лучших фильмов нулевых по версии The Guardian и 11-е место в рейтинге The A.V. Club «50 лучших фильмов 2000-х».
Умер утром 25 апреля 2024 года Париже от болезни в возрасте 63 лет.

## Фильмография
- 1999 — Человеческие ресурсы[англ.]  / Ressources humaines
- 2001 —  Тайм-аут[англ.]  / L’Emploi du temps
- 2005 — На юг[англ.]  / Vers le sud
- 2008 — Класс / Entre les murs
- 2012 — Фоксфайр, признание банды девушек[англ.]  / Foxfire
- 2012 — Гавана, я люблю тебя / 7 días en La Habana (сегмент «Источник»)
- 2014 —   Возвращение в Итаку[англ.]  / Retour à Ithaque[14][15]
- 2017 — Мастерская / L’atelier
- 2021 —   Артюр Рембо[англ.]  / Arthur Rambo

## Общественная позиция
В декабре 2023 года вместе с 50 другими кинематографистами Канте подписал открытое письмо, опубликованное в издании Libération, с требованием прекращения огня и гибели мирных жителей во время израильского вторжения в сектор Газа в 2023 году, а также создания гуманитарного коридора в сектор Газа для гуманитарных перевозок и освобождения заложников.